# IC 1982
IC 1982 је спирална галаксија у сазвјежђу Мрежица која се налази на листи објеката дубоког неба у Индекс каталогу.
Деклинација објекта је - 57° 46' 35" а ректасцензија 3h 37m 42,4s. Привидна величина (магнитуда) објекта IC 1982 износи 14,8 а фотографска магнитуда 15,6. IC 1982 је још познат и под ознакама ESO 117-4, PGC 13378.